# Vojaški ordinariat Peruja
Vojaški ordinariat Peruja (špansko Obispado Castrense del Perú) je rimskokatoliški vojaški ordinariat, ki je vrhovna cerkveno-verska organizacija in skrbi za pripadnike oboroženih sil Peruja.
Sedež ordinariata je v Limi.

## Škofje
- Juan Gualberto Guevara (13. januar 1945 - 27. november 1954)
- Carlos Maria Jurgens Byrne (7. februar 1954 - 17. december 1956)
- Felipe Santiago Hermosa y Sarmiento (17. december 1956 - 1967)
- Alcides Mendoza Castro (12. avgust 1967 - 5. oktober 1983)
- Eduardo Picher Peña (14. junij 1984 - 6. februar 1996)
- Héctor Miguel Cabrejos Vidarte (6. februar 1996 - 29. julij 1999)
- Salvador Piñeiro García-Calderón (21. julij 2001 - danes)